# Clémont
Clémont ist eine französische Gemeinde mit 709 Einwohnern (Stand: 1. Januar 2022) im Département Cher in der Region Centre-Val de Loire; sie gehört zum Arrondissement Vierzon und zum Kanton Aubigny-sur-Nère. Die Einwohner werden Clémontois genannt.

## Geographie
Clémont ist die nördlichste Gemeinde des Départements Cher. Sie liegt etwa 48 Kilometer südsüdöstlich von Orléans in der Sologne am Fluss Sauldre und am Canal de la Sauldre. Umgeben wird Clémont von den Nachbargemeinden Cerdon im Norden, Argent-sur-Sauldre im Osten, Sainte-Montaine im Süden sowie Brinon-sur-Sauldre im Westen.

## Bevölkerungsentwicklung
| Jahr                       | 1962 | 1968 | 1975 | 1982 | 1990 | 1999 | 2006 | 2019 |
| Einwohner                  | 670  | 670  | 665  | 600  | 631  | 642  | 647  | 710  |
| Quellen: Cassini und INSEE |      |      |      |      |      |      |      |      |

## Sehenswürdigkeiten
- Kirche Saint-Étienne aus dem 15. Jahrhundert
- Schloss von Lauroy aus dem 17. Jahrhundert

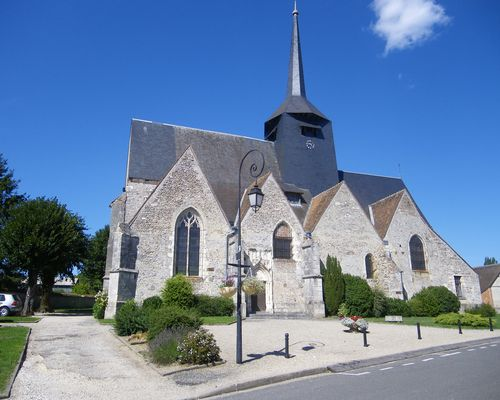
Kirche Saint-Étienne

- Mühle von Abas